# 名塚町 (浜松市)
名塚町（なづかちょう）は静岡県浜松市中央区の町名。丁番を持たない単独町名である。住居表示未実施。

## 地理
江東地区の東部に位置し、町内の東側を芳川が流れる。東で渡瀬町・西伝寺町、西で向宿、南で頭陀寺町、北で植松町と接する。

### 河川
- 芳川

### 学区
- 浜松市立相生小学校
- 浜松市立東部中学校

## 歴史

### 町名の由来
大字名切と大字塚越が1925年に統合され、それぞれの頭文字をとって名塚町と命名された。

### 沿革
- 1889年（明治22年）4月1日 - 町村制の施行により、長上郡名切村・塚越村が周辺の村と合併し、敷知郡天神町村となる。旧村名は天神町村の大字として残る[WEB 7]。
- 1896年（明治29年）4月1日 - 郡制の施行により、天神町村の所属郡が浜名郡に変更となる。
- 1921年（大正10年）4月1日 - 天神町村が浜松市に編入される。
- 1925年（大正14年）5月1日 -  地籍整理により、大字名切と大字塚越を合わせて名塚町を新設する[書籍 2]。
- 2007年（平成19年）4月1日 - 浜松市が政令指定都市となる。名塚町は中区の一部となる。
- 2024年（令和6年）1月1日 - 浜松市の行政区再編により、名塚町は中央区の一部となる。

## 施設
- 静岡県警察浜松東警察署名塚町交番
- 国土交通省中部地方整備局浜松河川国道事務所
- 静岡銀行名塚支店
- 杏林堂薬局名塚店

## 交通

### バス
- 遠鉄バス
  - 6大塚線：（浜松駅 - ）名塚西 - 国土交通省前（ - 新貝住宅）
  - 90・96掛塚線：（浜松駅 - ）名塚西（ - 掛塚・豊浜郵便局）
  - 91鶴見線：（浜松駅 - ）名塚（ - 新貝住宅）

### 道路
- 国道150号（掛塚街道）
- 浜松市道飯田鴨江線（駅南大通り（名塚町中交差点以西）、寺前通り（名塚町中交差点以東））
- 浜松市道鶴見向宿線（飯田街道）

## その他

### 警察
警察の管轄区域は以下の通りである。
| 番・番地等 | 警察署       | 交番・駐在所 |
| ---------- | ------------ | ------------ |
| 全域       | 浜松東警察署 | 名塚町交番   |

### 消防
消防の管轄区域は以下の通りである。
| 番・番地等 | 消防署   | 本署/出張所 |
| ---------- | -------- | ----------- |
| 全域       | 中消防署 | 相生出張所  |

### 書籍
1. ↑  『輝くいなほ はたの音』浜松市東部公民館、1988年3月31日、46頁。
2. ↑  『浜松市史 三』浜松市役所、1980年3月26日、354,356頁。

### WEB
1. ↑  “h02_22.csv”.   総務省 (2022年2月10日). 2024年10月10日閲覧。
2. ↑  “chuouku_menseki.xlsx”.   浜松市 (2024年3月12日). 2024年10月10日閲覧。
3. ↑  “静岡県 浜松市中央区 名塚町の郵便番号 - 日本郵便”.   日本郵便. 2025年2月15日閲覧。
4. ↑  “市外局番の一覧”.   総務省 (2022年3月1日). 2024年6月19日閲覧。
5. ↑  “事業所案内及び管轄地域（事務所3件、分室3件）”.   一般社団法人静岡県自動車会議所. 2024年6月19日閲覧。
6. ↑  “住居表示実施状況”.   浜松市 (2024年1月4日). 2024年6月19日閲覧。
7. ↑  “historyofcities.pdf”.   静岡県総務部合併推進室・財団法人静岡県市町村振興協会. 2024年10月1日閲覧。
8. ↑  “名塚町交番｜静岡県警察”.   静岡県警察 (2024年1月1日). 2024年6月19日閲覧。
9. ↑  “消防署の町別管轄「な」／浜松市”.   浜松市 (2023年4月3日). 2024年6月19日閲覧。